# 阿里猶太會堂
阿里猶太會堂（希伯來語：‎）是位於以色列耶路撒冷舊城的一座猶太會堂。這座猶太會堂得名於拉比艾薩克·盧里亞（Isaac Luria，又稱阿里（希伯來語：‎），意為獅子）。阿里猶太會堂位於一座建築的底樓。據傳艾薩克·盧里亞出生在這裡。在1936年的暴亂期間，阿里猶太會堂遭到掠奪和燒毀。

## 外部連結
（页面存档备份，存于）
31°46′30.58″N 35°13′48.69″E / 31.7751611°N 35.2301917°E